# Dévonien supérieur
Stratigraphie
Dévonien moyen Mississippien
Carbonifère
Le Dévonien supérieur est la plus récente des trois époques du Dévonien s’étendant de 382,7 ± 1,6 à 358,9 ± 0,4 million d’années. Il est suivi par la première époque du Mississippien (Tournaisien) et précédé par le Dévonien moyen.

## Subdivisions
Le Dévonien supérieur est subdivisé en deux étages géologiques, le Famennien et le Frasnien. Les datations des subdivisions ont été revues par la Commission internationale de stratigraphie (ICS) en 2012,.
| Famennien | (372,2 ± 1,6 à 358,9 ± 0,4 Ma) |
| Frasnien  | (382,7 ± 1,6 à 372,2 ± 1,6 Ma) |

## Sources et références
- Cet article est partiellement ou en totalité issu de l'article intitulé « Dévonien » (voir la liste des auteurs).

1. ↑  [PDF] (en) « International chronostratigraphic chart (2012) », sur stratigraphy.org.
2. ↑  (en) F.M. Gradstein, J.G Ogg, M. Schmitz et G. Ogg, The Geologic Time Scale 2012, Elsevier, 2012, 1176 p. (ISBN 978-0-444-59448-8, lire en ligne).